# École de cavalerie de Saumur (caserne)
Pour l’article homonyme, voir École de cavalerie de Saumur.
L’école de cavalerie de Saumur est un ensemble architectural abritant l’institution du même nom depuis 1768, inscrit aux monuments historiques depuis 1971, 2000 et 2005.

## Histoire

### Création de l'école
En 1763, dans le cadre de la réorganisation de la cavalerie française par le duc de Choiseul, deux brigades du régiment des carabiniers du comte de Provence s'installent à Saumur, logeant d'abord chez l'habitant ou dans des hôtels. 
La construction sur place d'une école de cavalerie exemplaire, destinée à instruire les meilleurs officiers et sous-officiers instructeurs est décidée par Choiseul dans l'instruction provisoire du 1er mai 1765 et sont tour à tour érigés un manège couvert en 1764-1765, des écuries en 1766 et 1768, et le bâtiment central de l'école de cavalerie en 1768-1769.
Les troupes s'installent dans le bâtiment central de la caserne des carabiniers en 1770.

#### Le manège Cessart
Construit par l'ingénieur Louis Alexandre de Cessart en 1764-1765 et détruit dans les années 1860, il était situé à l'emplacement de l'actuel manège des écuyers.

#### L'écurie de Cent-Chevaux
Première écurie bâtie sur le site par François Michel Lecreulx, elle est achevée en août 1766. Érigée à l'est de la carrière accolée au manège, c'est un long bâtiment divisé en dix compartiments de huit stalles (bien que le devis initial en prévoyait dix). Un étage divisé de la même façon abrite des greniers pour le fourrage.
Cette écurie est détruite dans la seconde moitié du XIXe siècle..

#### L'écurie de la Moskova
Parallèlement à la construction de la première écurie, Lecreulx entreprend la construction d'une seconde écurie permettant d'abriter 240 chevaux, dont la construction a été datée à 1767-1768. Il s'agit d'un bâtiment rectangulaire formant un pendant au manège Cessart.

#### La caserne des Carabiniers
Construite de 1768 à 1770 par Lecreulx, cette première caserne suit un plan en H strict orienté en direction de la Loire.
Un premier projet architectural très ambitieux, la caserne ayant été prévue sur les premiers plans pour heberger l'ensemble des cinq brigades du corps des carabiniers, soit 1 786 hommes et 1 200 chevaux, ayant été considéré comme trop cher, un second projet le remplace en 1765 pour n'héberger que les deux brigades de carabiniers présentes à Saumur ainsi que l'état-major du corps et l'école régimentaire, les autres devant être logés à Angers, Chinon et La Flèche. Jugé toujours trop ambitieux et incohérent, il est remplacé par un troisième projet lui-même soumis à des idées de dernières minutes.